# Place Agapito-Nadal
La place Agapito-Nadal (en occitan : plaça Agapito Nadal) est une voie de Toulouse, chef-lieu de la région Occitanie, dans le Midi de la France.

## Situation et accès

### Description
La place Agapito-Nadal est une voie publique. Elle se situe au cœur du quartier des Arènes.
Elle forme un quadrilatère irrégulière, limité au nord par les voies ferrées de la ligne Toulouse-Auch et de la gare de Saint-Cyprien-Arènes, à l'est par le bâtiment de la résidence Aragon, au sud par les voies de la ligne T1 du tramway, et à l'ouest par le parc relais (P+R) Arènes 1.
La chaussée ne compte qu'une seule voie de circulation automobile, en sens unique. Elle est par ailleurs réservée aux transports en commun et aux taxis.

### Voies rencontrées
La place Agapito-Nadal rencontre les voies suivantes, dans l'ordre des numéros croissants :
1. Boulevard Gabriel-Koenigs
2. Rue du Onze-Novembre-1918
3. Boulevard Gabriel-Koenigs

### Transports
La place Agapito-Nadal se trouve au cœur d'un important pôle intermodal. Au nord de la place, la gare routière abrite les lignes de Linéo L2L3L14 et de bus 183467. Au centre se trouve la station Arènes, sur la ligne de métro . Enfin, il existe un accès à la gare de Saint-Cyprien-Arènes, desservie par les trains TER Occitanie de la ligne de Toulouse à Auch.
Les stations de vélos en libre-service VélôToulouse les plus proches sont les stations no 130 (place Émile-Mâle), no 139 (39 bis avenue de Lombez) et no 250 (rue du 11-Novembre/face 45 rue du 14-Juillet).

## Odonymie
En 2006, le conseil municipal attribue à la place le nom d'Agapito Nadal (1900-1980). Né à Barcelone, il s'installe à Toulouse. Devenu ingénieur chimiste et électrochimiste, il développe une entreprise de ferraillage. Il mène diverses activités de philanthropie, participe à la fondation de l'IRSU, de la Foire de Toulouse et du Congrès des ingénieurs. En 1940, pendant la Seconde Guerre mondiale, il reçoit l'obligation d'enlever la statue en bronze de Jean Jaurès – œuvre des sculpteurs Henry Parayre et Georges Vivent, élevée en 1929 sur le square du Capitole (actuel square Charles-de-Gaulle) – et il prend le risque d'en sauver la tête : le buste en est replacé dans le nouveau monument construit par l'architecte Roger Brunerie,.